# Minimalista zene
A minimalista zene a 20. század második felének egyik klasszikus zenei stílusirányzata, amelynek alkotói a stílus nevéhez híven az egyszerűségre törekednek.

## Története, jellemzői
A minimalista zene kialakulása az 1960-as évekre tehető, és hátterében az avantgárd–aleatorikus zene véletlenszerűségéből, illetve a szeriális zene bonyolultságából való kiábrándulás állt. Az 1960-as évek elején Terry Riley (1935–) tanulmányozta az Európán kívüli világ zenéjét, és a párizsi stúdiójában magnófelvételek sokaságával kísérletezett. Saját stílusára végül az afrikai zene ismétlődő ritmusaival és statikus harmóniáival, az elmélkedő jellegű ázsiai zene, és Erik Satie (1866–1925) egzotikus művei hatottak. Nagy hangsúlyt fektetett az ismétlődésekre, és Billentyűs tanulmányok, illetve C-dúrban címmel megírta saját műveit. Philip Glass (1937–) tovább ment Riley nyomán: ő nagyobb lélegzetű művekké, szinte operákká duzzasztotta minimalista stílusú alkotásait (Einstein a tengerparton, Ekhnaten). Mind Riley, mind Glass műveiben úgy idézte elő a változást, hogy az alapmotívumot folyamatosan ismételte, de kis változtatásokkal. Új útra lépett Steve Reich (1936–). Ő is egy-egy motívumot ismétel, de egyidejűleg alig észrevehető sebességeltéréssel „szakaszolást” végezve, így fokozatosan megszűnik az egyes hangszerek közötti összhang, a zene pedig átalakul (Six pianos, Drumming, Te Desert Music, Clapping Music, Different Trains).
A minimalista zene fogadtatása – más zenei irányzatokhoz hasonlóan – nem volt egységes: egyesek örömmel üdvözölték az egyszerűsödést a 20. század első felének bonyolult stílusaihoz képest, és lenyűgözőnek minősítették a minimalista darabokat, mások éppen ezért a darabok kevésbé érdekes voltát emelték ki.

## Hangfelvételek
- Terry Riley: In C, – Youtube.com, Közzététel: 2017. dec. 20.
- Philip Glass: Ekhnaten, – Youtube.com, Közzététel: 2018. szept. 9.
- Steve Reich: Six pianos, – Youtube.com, Közzététel: 2011. jan. 19.

## Kapcsolódó szócikk
- Zenetörténet